# Opioid
Opioidi so skupina zdravil, ki izkazujejo podobne lastnosti kot opiati – alkaloidi v opiju (na primer morfin).
Opioidi delujejo na tako imenovane opioidne receptorje. Vse substance, ki se vežejo na te receptorje, načeloma štejemo med opioide. V medicini imajo pomembno vlogo analgetikov (t. i. močni ali opioidni analgetiki), so pa med njimi tudi substance, ki se zlorabljajo kot mamila.

## Mehanizem delovanja
Skupina opioidov je kemijsko zelo heterogena skupina spojin. Njihova bistvena skupna lastnost je zmožnost vezave na opioidne receptorje. Slednji se nahajajo zlasti na površini živčnih celic, pa tudi drugih celic v telesu. Opioidni receptorji so najbolj skoncentrirani v možganih, predvsem v četrtem prekatu. Poleg tega jih nahajamo v hrbtenjači, obkrajnem živčevju ter črevesju.
Obstaja vsaj 17 podtipov opioidnih receptorjev, najpomembnejši pa so štirje: μ, κ, δ in σ. Obstajata še dve podvrsti receptorja μ: μ1 in μ2. Ti receptorji so sklopljeni s proteinom G in delujejo na GABA-nergičen sistem. Farmakološki učinek opioidne spojine je odvisen od njene afinitete do receptorjev, od podtipa receptorjev, na katere se pretežno veže ter dejstva, ali spojina deluje kot antagonist ali kot agonist.
Telesu lastni ligandi, ki se vežejo na te receptorje, so endorfini in enkefalini in jih imenujemo endogeni opioidi. Pomembni so pri odzivu telesa na stres.
Eksogeni opioidi (opioidne spojine, ki prvotno niso prisotne v človeškem organizmu) so iz treh skupin:
- naravni opiati - alkaloidi iz opija (morfin, kodein ...) - ne sodijo med opioide, marveč med opiate,
- polsintezni opioidi (heroin, oksikodon ...) in
- sintezni opioidi ( petidin, metadon ...).

### Receptorji
| Podtip    | Mesto nahajanja                         | Delovanje                                           |
| --------- | --------------------------------------- | --------------------------------------------------- |
| μ1 in μ2  | možgani                                 | analgezija, depresija dihanja, učinki na krvožilje  |
| μ2        | hrbtenjača                              | analgezija, učinek na črevesje, evforija, odvisnost |
| μ         | periferno živčevje                      | analgezija, učinek na črevesje, srbež               |
| κ (kapa)  | možgani, hrbtenjača                     | analgezija, sedacija, razbranost                    |
| δ (delta) | možgani, hrbtenjača, periferno živčevje | vpliv na črevesje                                   |
| drugi     |                                         | mioza, slabost, bruhanje                            |

### Agonisti in antagonisti
Če opioid po vezavi na receptor sproži enak fiziološki odziv kot endogeni opioidi, govorimo o opioidnih agonistih. Mednje sodita na primer morfin, heroin (sta čista agonista na receptorjih μ in povzročata blažitev občutenja bolečine ter depresijo dihanja).
Opioidni antagonisti se sicer vežejo na ustrezen receptor, a ne izzovejo fiziološkega učinka. Torej izkazujejo le afiniteto do opioidnega receptorja, ne pa tudi intrinzične aktivnosti. Antagonisti zgolj zasedejo vezišča na receptorjih in preprečijo vezavo agonistov. Med antagoniste spada na primer nalokson, ki zato blaži učinke morfija ali heroina in se uporablja pri preodmerjanju agonistov kot antidot.

## Posamezne spojine
|              | relativna potenca | čas delovanja | receptor                      | opombe                                                              |
| ------------ | ----------------- | ------------- | ----------------------------- | ------------------------------------------------------------------- |
| morfin       | 1                 | ure           | čisti μ-agonist               |                                                                     |
| fentanill    | 100-300           | 30 min        | μ-agonist                     |                                                                     |
| alfentanil   | 40-50             | 7-10 min      | μ-agonist                     |                                                                     |
| remifentanil | 200               | 1 min         | μ-agonist                     |                                                                     |
| sufentanil   | 1000-1500         |               | μ-Agonist                     |                                                                     |
| buprenorfin  | ~30               | 1-1,5         | delni μ-agonist, κ-antagonist | Sam deluje analgetično, v kombinaciji z agonisti pa antagonistično. |
| nalokson     |                   | 30-45 min     | čisti antagonist (μ, κ, δ)    |                                                                     |

## Odtegnitev
Jemanje opioidov v relativno kratkem času povzroči odvisnost. Produkcija endogenih opioidov se zaradi zunanjega vnosa znatno zniža, ob odtegnitvi pa naenkrat primanjkuje opioidov v telesu. Pojavi se lahko tudi življenjsko nevaren odtegnitveni sindrom. Med simptomi, ki nastopijo po odtegnitvi, so lahko nemir, neutemeljeno občutenje bolečine, depresija, bruhanje, trebušne bolečine, driska, izčrpanost, gripi podobni simptomi. Odtegnitev pri opioidih je ena izmed najdolgotrajnejših. Nekateri simptomi, kot so motnje spanja, lahko nastopajo tudi še eno leto po prenehanju uživanja opioidov.